# Baeomorphidae

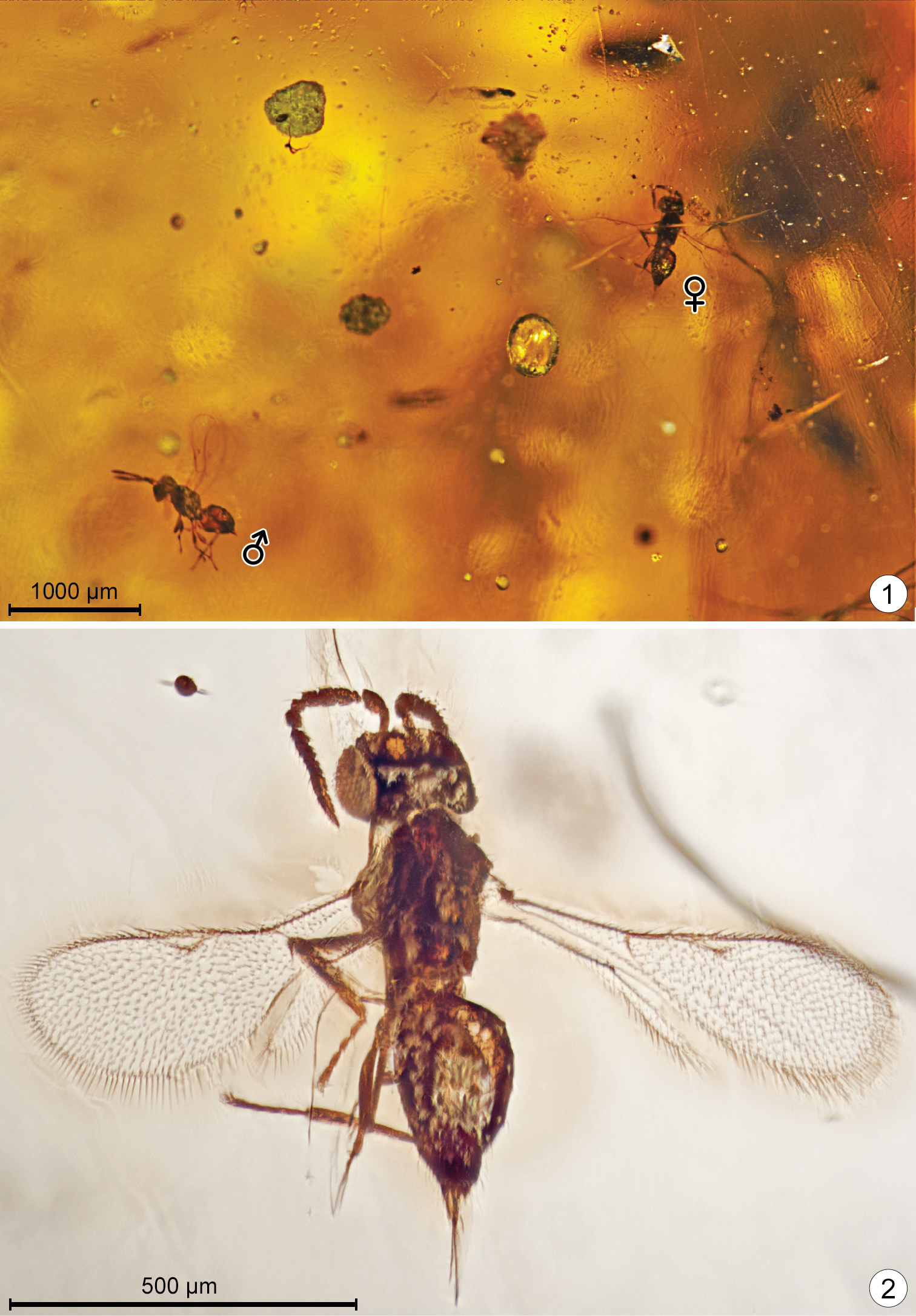
Самка Baeomorpha liorum в куске бирманского янтаря

Baeomorphidae (лат.) — реликтовое семейство паразитических наездников надсемейства Chalcidoidea из отряда перепончатокрылые насекомые. Известно 2 современных вида (Чили и Новая Зеландия) и около 15 ископаемых видов из меловых янтарей (возраст 84—100 млн лет).

## Описание
Микроскопического размера паразитоидные наездники (около 1 мм). Лапки 4-члениковые, препектус узкий и вертикально линейный (часто не виден). При наличии крыльев базальная жилка переднего крыла трубчатая и затемнённая. У самок 14 жгутиковых члеников, из которых 1-й слегка редуцирован или имеет кольцеобразную (дисковидную) форму, а булава состоит из 6 чётко выраженных клавомеров. У самцов 13 жгутиковых члеников: у самца Chiloe булава с 5 чётко выраженными, частично сросшимися клавомерами, тогда как у самца Rotoita вершина жгутика практически не дифференцирована. У видов двух вымерших родов число членикорв жгутика варьируется (10—14), а число клавомеров также варьируется (3—6). Биология неизвестна, предположительно паразитоиды яиц клопов Pantinia darwini (Peloridiidae) и цикадовых Mapuchea chilensis (Myerslopiidae), обнаруженных в тех же условиях в сфагновых мхах рода Sphagnum.

## Систематика
Семейство было впервые выделено в 1975 году в ранге подсемейства Baeomorphinae в составе семейства Tetracampidae и только для ископаемого рода †Baeomorpha, который первоначально включали в состав Scelionidae. В 1987 году был описан современный монотипический род Rotoita из Новой Зеландии и выделен в отдельное семейство Rotoitidae. В 2000 году описан второй современный монотипический род Chiloe из Чили. В 2018 году был описан ископаемый род †Taimyromorpha (и Baeomorphinae рассматривались как синоним Rotoitidae), а в 2022 году все таксоны объединены в составе семейства Baeomorphidae (=Rotoitidae). Baeomorphidae рассматривают в качестве промежуточной группы между Mymaridae и всеми остальными 50 семействами хальцидоидных наездников Chalcidoidea.

## Классификация
Известно 2 современных (Чили и Новая Зеландия) и около 15 ископаемых видов (из меловых янтарей) из четырёх родов.
- †Baeomorpha Brues, 1937 (около 15 видов: 1 — бирманский янтарь, 2 — канадский янтарь, 11 — таймырский янтарь)
- Chiloe Gibson & Huber, 2000
  - Chiloe micropteron Gibson & Huber, 2000 — Чили[5]
- Rotoita Bouček & Noyes, 1987
  - Rotoita basalis Bouček & Noyes, 1987 — Новая Зеландия[4]
- †Taimyromorpha Gumovsky, 2018
  - †Taimyromorpha pusilla Gumovsky, 2018 (таймырский янтарь)[6]